# Doc Walsh

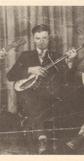
Doc Walsh um 1930

Doc Walsh (* 23. Juli 1901 in Lewis Fork, North Carolina, als Doctor Coble Walsh; † 28. Mai 1967), auch Dock Walsh, war ein US-amerikanischer Old-Time-Musiker. Walsh war unter anderem auch Mitglied der Carolina Tar Heels und galt als Banjo King of the Carolinas.

## Leben

### Kindheit und Jugend
Doc Walsh wurde 1901 als eines von acht Kindern auf einer Farm im Wilkes County, North Carolina, geboren, wo er auch aufwuchs. Walshs Familie waren talentierte Musiker und es dauerte nicht lange, bis er sein erstes Banjo geschenkt bekam, das ihm sein Bruder selbst gebaut hatte. Später tauschte er es gegen ein neues Banjo der Marke „Bruno“ ein. Walsh begann, auf den Straßen zu spielen.

### Karriere
1924 hörte Walsh Henry Whitters gerade erschienene Debütplatte Lonesome Road Blues / Wreck of the Old ’97 und beschloss, ebenfalls professioneller Musiker zu werden. Er kündigte seinen Job als Lehrer und kontaktierte OKeh Records, die ihn jedoch abwiesen. Nachdem Columbia Records ihm ebenfalls eine Absage erteilt hatte, reiste Walsh nach Atlanta, Georgia, wo er unangemeldet William Brown vorsang. Schließlich erklärte Columbia sich bereit, den jungen Musiker unter Vertrag zu nehmen und Walsh spielte am 3. Oktober 1925 unter der Aufsicht von Frank Walker seine ersten vier Titel ein. Bei diesen Aufnahmen wandte er den Drei-Finger-Stil am Banjo an und gilt somit als einer der ersten aufgenommenen Musiker, die diesen für den späteren Bluegrass wichtigen Stil spielten. Nach dieser Session reiste Walsh wieder nach Hause – jedoch musste er die rund 300 Meilen nach North Carolina laufen.
1925 hatte Walsh auf einer Fiddler’s Convention in Boone, North Carolina, den Musiker Clarence Ashley kennengelernt. Mit Ashley sollte Walsh später musikalisch intensiv zusammenarbeiten, unter anderem auch als Mitglieder der Carolina Tar Heels. Nebenbei sind von Walsh auch gemeinsame Auftritte mit Gid Tanner bekannt.
Im Februar 1927 kehrte Walsh mit dem Mundharmonikavirtuosen Gwen Foster nach Atlanta zurück, um weitere Songs einzuspielen. Während dieser Session, die er diesmal für RCA Victor abhielt, spielte Walsh mit Foster unter anderem Going to Georgia, There Ain’t No Use Working So Hard, Her Name Was Hula Lou und Bring Me a Leaf from the Sea ein. Es war die erste von vielen Sessions, die unter dem Namen der Carolina Tar Heels stattfand. Im Laufe der Jahre spielte diese Band 18 Stücke mit wechselnder Besetzung ein. Lediglich Walsh war das einzige konstante Mitglied dieser Gruppe.
Anfang der 1930er Jahre brachen die Tar Heels jedoch auseinander und von Walsh sind nach 1932 keine weiteren Platten bekannt. Mit Gwen Foster spielte er, zeitweise auch als Smoky Mountain Boys, einige weitere Platten ein. Was Walsh zwischen diesem Zeitpunkt und 1961, dem Jahr, indem sich die Carolina Tar Heels wieder vereinigten, machte, ist nicht bekannt. Um 1953 begannen seine Söhne Dean und Drake als The Walsh Brothers Karriere zu machen. Durch das Folk-Revival in den 1960er-Jahren gelangte Walsh noch einmal in den Blickpunkt der Öffentlichkeit, wenn auch nur in einem geringen Maße. Doc Walsh starb 1967 im Alter von 66 Jahren.

## Diskografie
Erscheinungen mit den Carolina Tar Heels sind unter Carolina Tar Heels zu finden.
| Jahr             | Titel                                                                 | Anmerkungen            |
| ---------------- | --------------------------------------------------------------------- | ---------------------- |
| Columbia Records |                                                                       |                        |
| 1925             | I’m Free at Last / East Bound Train                                   |                        |
| 192?             | Bull Dog Down In Tennessee / Educated Man                             |                        |
| 1926             | We Courted In The Rain / Knocking On The Hen House Door               |                        |
| 1926             | Going Back to Jericho / In the Pines                                  |                        |
| 1926             | Traveling Man / Goodbye Booze                                         | B-Seite von Gid Tanner |
| RCA Victor       |                                                                       |                        |
| 1930             | Bathe in that Beautiful Poole / A Precious Sweetheart from Me Is Gone | mit Gwen Foster        |
| 1930             | Laura Lou / We’re Just Plain Folks                                    | mit Gwen Foster        |